# Roncus teutae
Espèce
Roncus teutae est une espèce de pseudoscorpions de la famille des Neobisiidae.

## Distribution
Cette espèce est endémique du Monténégro. Elle se rencontre vers Baretina Lokva dans l'Orjen.

## Description
La femelle holotype mesure 2,91 mm et le mâle paratype 2,76 mm.

## Publication originale
- Ćurčić, Dimitrijević, Tomić, Makarov, Ćurčić & Ćurčić, 2014 : Biodiversity of Roncus L. Koch in Montenegro - Roncus teutae n. sp. from Mt. Orjen (Neobisiidae, Pseudoscorpiones). Archives of Biological Sciences, vol. 66, no 1, p. 369-375.